# Campeonato Mundial de Atletismo de 2007 - 3000 m com obstáculos masculino
A competição dos 3000 metros com obstáculos masculino no Campeonato Mundial de Atletismo de 2007 foi realizada no Estádio Nagai, em Osaka, no Japão, entre os dias 26  a 28 de agosto de 2007.

## Recordes
Antes desta competição, os recordes mundiais e do campeonato nesta prova eram os seguintes:
| Tipo                  | Atleta              | Tempo   | Local      | Data                  |
| --------------------- | ------------------- | ------- | ---------- | --------------------- |
|                       | Saif Saaeed Shaheen | 7:53.63 | Bruxelas   | 3 de setembro de 2004 |
| Recorde do campeonato | Moses Kiptanui      | 8:04.16 | Gotemburgo | 11 de agosto de 1995  |

## Medalhistas
| Ouro                 | Prata                | Bronze                  |
| Brimin Kipruto (KEN) | Ezekiel Kemboi (KEN) | Richard Mateelong (KEN) |

## Calendário
Todos os horários estão no horário local (UTC+9)
| Data         | Horário | Fase          |
| ------------ | ------- | ------------- |
| 26 de agosto | 10:00   | Eliminatórias |
| 28 de agosto | 20:55   | Final         |

## Resultados

### Eliminatórias
Qualificação: Os 3 primeiros de cada bateria (Q) e os 6 melhores tempos (q) avançam para as finais.
| Pos. | Bateria | Atleta                      | Nacionalidade  | Tempo     | Notas                |
| ---- | ------- | --------------------------- | -------------- | --------- | -------------------- |
| 1    | 1       | Tareq Mubarak Taher         | Bahrein        | 8:19.99   | Q                    |
| 2    | 1       | Abdelkader Hachlaf          | Marrocos       | 8:20.03   | Q                    |
| 3    | 1       | Ezekiel Kemboi              | Quênia         | 8:20.08   | Q                    |
| 4    | 1       | Bouabdellah Tahri           | França         | 8:20.09   | q                    |
| 5    | 1       | Abubaker Ali Kamal          | Catar          | 8:21.20   | q,                   |
| 6    | 3       | Brimin Kipruto              | Quênia         | 8:21.93   | Q                    |
| 7    | 3       | Halil Akkaş                 | Turquia        | 8:22.37   | Q                    |
| 8    | 3       | Mustafa Mohamed             | Suécia         | 8:22.80   | Q                    |
| 9    | 3       | Ali Ahmed Al-Amri           | Arábia Saudita | 8:23.61   | q,                   |
| 10   | 3       | Gary Roba                   | Etiópia        | 8:23.98   | q                    |
| 11   | 1       | Eliseo Martín               | Espanha        | 8:24.49   | q                    |
| 12   | 3       | José Luis Blanco            | Espanha        | 8:25.00   | q                    |
| 13   | 3       | Filmon Ghirmai              | Alemanha       | 8:25.17   |                      |
| 14   | 3       | Boštjan Buč                 | Eslovênia      | 8:26.42   | Recorde da temporada |
| 15   | 3       | Krijn van Koolwijk          | Bélgica        | 8:29.18   |                      |
| 16   | 2       | Richard Mateelong           | Quênia         | 8:29.49   | Q                    |
| 17   | 2       | Nahom Mesfin Tariku         | Etiópia        | 8:29.57   | Q                    |
| 18   | 2       | Brahim Taleb                | Marrocos       | 8:29.64   | Q                    |
| 19   | 2       | Mircea Bogdan               | Roménia        | 8:30.07   |                      |
| 20   | 3       | Aaron Aguayo                | Estados Unidos | 8:30.86   |                      |
| 21   | 2       | Joshua McAdams              | Estados Unidos | 8:32.46   |                      |
| 22   | 2       | Mahiedine Mekhissi-Benabbad | França         | 8:33.11   |                      |
| 23   | 1       | Rabia Makhloufi             | Argélia        | 8:33.88   |                      |
| 24   | 1       | Bjørnar Ustad Kristensen    | Noruega        | 8:34.84   |                      |
| 25   | 3       | Vincent Zouaoui Dandrieaux  | França         | 8:36.05   |                      |
| 26   | 2       | Yoshitaka Iwamizu           | Japão          | 8:36.73   |                      |
| 27   | 1       | Ruben Ramolefi              | África do Sul  | 8:39.50   |                      |
| 28   | 1       | Benjamin Kiplagat           | Uganda         | 8:40.65   |                      |
| 29   | 2       | Zakrya Ali Kamil            | Catar          | 8:41.81   |                      |
| 30   | 2       | Itai Maggidi                | Israel         | 8:43.00   |                      |
| 31   | 2       | Antonio David Jiménez       | Espanha        | 8:50.41   |                      |
| 32   | 1       | Henrik Skoog                | Suécia         | 8:51.61   |                      |
| 33   | 2       | Pieter Desmet               | Bélgica        | 8:55.99   |                      |
| 34   | 1       | Tom Brooks                  | Estados Unidos | 8:56.20   |                      |
| 35   | 3       | Andrew Lemoncello           | Grã-Bretanha   | 8:58.93   |                      |
| 36   | 2       | Youcef Abdi                 | Austrália      | 9:51.33   |                      |
| 99 ! | 1       | Günther Weidlinger          | Áustria        | 9:99.99 ! | DNF                  |
| 99 ! | 3       | Hamid Ezzine                | Marrocos       | 9:99.99 ! | DNF                  |

### Final
A final ocorreu dia 28 de agosto às 20:55.
| Pos.              | Atleta              | Nacionalidade  | Tempo     | Notas                |
| ----------------- | ------------------- | -------------- | --------- | -------------------- |
| Medalha de ouro   | Brimin Kipruto      | Quênia         | 8:13.82   |                      |
| Medalha de prata  | Ezekiel Kemboi      | Quênia         | 8:16.94   |                      |
| Medalha de bronze | Richard Mateelong   | Quênia         | 8:17.59   |                      |
| 4                 | Mustafa Mohamed     | Suécia         | 8:19.82   |                      |
| 5                 | Bouabdellah Tahri   | França         | 8:20.27   |                      |
| 6                 | Halil Akkaş         | Turquia        | 8:22.51   |                      |
| 7                 | Eliseo Martín       | Espanha        | 8:22.91   | Recorde da temporada |
| 8                 | Tareq Mubarak Taher | Bahrein        | 8:22.95   |                      |
| 9                 | Abdelkader Hachlaf  | Marrocos       | 8:24.18   |                      |
| 10                | Gary Roba           | Etiópia        | 8:25.93   |                      |
| 11                | Abubaker Ali Kamal  | Catar          | 8:26.90   |                      |
| 12                | Nahom Mesfin Tariku | Etiópia        | 8:28.86   |                      |
| 99 !              | Brahim Taleb        | Marrocos       | 9:99.99 ! | DSQ                  |
| 99 !              | José Luis Blanco    | Espanha        | 9:99.99 ! | DSQ                  |
| 99 !              | Ali Ahmed Al-Amri   | Arábia Saudita | 9:99.99 ! | DNF                  |

Legenda
| Recorde mundial       | Recorde mundial (World record)               |                       | Recorde africano                      | Recorde africano (African) |                                           | Q | Classificado por posição (Qualified) |
| Recorde do campeonato | Recorde do campeonato (Championship record)  | Recorde da América    | Recorde da América (Americas)         | q                          | Classificado por melhor tempo (Qualified) |   |                                      |
| Melhor marca do ano   | Melhor marca do ano (World leading)          | Recorde asiático      | Recorde asiático (Asian)              | DNS                        | Não largou (Did not start)                |   |                                      |
| Recorde nacional      | Recorde nacional (National record)           | Recorde europeu       | Recorde europeu (European)            | DNF                        | Não terminou (Did not finish)             |   |                                      |
| Recorde pessoal       | Recorde pessoal do atleta (Personal best)    | Recorde da Oceania    | Recorde da Oceania (Oceania)          | DSQ / DQ                   | Desclassificado (Disqualified)            |   |                                      |
| Recorde da temporada  | Recorde da temporada do atleta (Season best) | Recorde sul-americano | Recorde sul-americano (South America) | NM                         | Sem marca (No mark)                       |   |                                      |